# Eladio Andino y del Solar
Eladio Andino y del Solar (Medina de Pomar, 18 de febrero de 1850 - Madrid, 2 de marzo de 1935)  militar de carrera del arma de Caballería, participó en la tercera guerra carlista, fue profesor y director de la Academia de Caballería de Valladolid, estuvo en la guerra del Rif en 1912 y llegó a general de división, Gobernador Militar de Valladolid, segundo Jefe de la Comandancia de Alabarderos de la Guardia Real y Coronel Honorario del Arma de Caballería.

## Reseña biográfica

### Nacimiento e infancia
Nació en Medina de Pomar en 1850 en el seno de una familia vinculada con el liberalismo, su padre fue juez en Pamplona y en Medina de Pomar, fiscal en Medina de Pomar, Valmaseda, Guayama en Puerto Rico y Bilbao, así como alcalde en 1853 y de nuevo alcalde constitucional en 1877 en Medina de Pomar. En 1855 sufrió la pérdida de su madre, víctima de una de las Epidemias de cólera en España, en concreto la de 1855, cuando tenía cinco años de edad.

### Comienzos
En 1868 ingresa en la Academia Militar saliendo licenciado e incorporándose al cuerpo de Húsares de La Princesa con el que entra en acción en la III Guerra Carlista.

### Siguiente etapa
Tras haber participado en diversas acciones en la tercera guerra carlista en Sevilla, Ciudad Real y Toledo, Cuenca y Guadalajara donde se distinguió en las acciones de Molina de Aragón, Taravilla, Campillo de Dueñas y otras, posteriormente fue destinado a Navarra, Zaragoza y Lérida, estando en esta última provincia, en la Sorpresa de Agramunt se distinguió como el “héroe de Agramunt” por haber logrado romper el cerco impuesto por la partida carlista de Castells, acción en la que resulta graventemente herido quedando bajo el cadáver de su caballo, fue recompensado como comandante primero y teniente coronel posteriormente “como mayor recompensa por el mérito contraído”.
En 1881 es nombrado profesor de la Academia de Caballería, jefe de estudios de la Escuela de equitación, y en 1896 destinado a la Isla de Cuba operando en Cruces, Bayamo, Laguna de Itabo y Coinicos. Tras el regreso de Cuba, a consecuencia de la derrota del 98, es nombrado Director de la Academia de Valladolid.
En 1906 recibe el ascenso al generalato encargándose de la brigada de Caballería para instrucción de la primera región y en 1912 se le nombra general de la brigada de Caballería de Melilla donde fue recompensado con cruz al mérito militar por la operación realizada desde el Monte Arruit y reconocimiento del zoco de Tenain.
Tras ello se hace cargo del Gobierno Militar de Valladolid hasta que en enero de 1916 logra ser el segundo Jefe del Real Cuerpo de Guardias Alabarderos hasta octubre de 1917, cuando presenta la dimisión y pide el pase a la reserva como reacción a la política de nombramientos de Alfonso XIII de España como recoge el diario La Correspondencia de España en su edición del 25 de noviembre de 1917 “esta actitud de protesta únicamente la mantiene el general Andino, segundo jefe del Cuerpo de Alabarderos contra determinado ascenso á teniente general”.
Contrajo matrimonio con Agradable Vitas Azanza, de Villafranca de Navarra, que falleció en 1928.

## Premios y reconocimientos
Dos cruces rojas y una blanca de primera clase, dos Cruces rojas y una blanca de tercera clase al mérito militar.
Encomienda de San Benito de Avís
Gran Gran Cruz de San Hermegildo
Medallas de la guerra civil, de Alfonso Xii y Alfonso XIII
Coronel honorario del Arma de Caballería
En Medina de Pomar, su ciudad natal, tiene dedicada una calle.